# Cața
Cața é uma comuna romena localizada no distrito de Brașov, na região histórica da Transilvânia. A comuna possui uma área de 118.12 km² e sua população era de 2678 habitantes segundo o censo de 2007.